# HD 220074
HD 220074，又名BD+61 2427，SAO 20567、HR 8881，是一颗仙后座的恒星，视星等为6.45，位于銀經112.44，銀緯0.97，其B1900.0坐标为赤經23h 15m 52s，赤緯+61° 0.97′ 22″。是光譜類型 M2III 的紅巨星。
原本該恆星的光譜被定為 K1V，但因為它的半徑和表面重力，改列為 M2III。

## 行星系統
自2009年9月到2012年6月，一組韓國天文學家使用普賢山天文台以光纖傳輸資料的普賢山天文台階梯光柵攝譜儀（Bohyunsan Observatory Echelle Spectrograph，BOES）對 HD 220074 進行高解析度的光譜觀測。
2012年該團隊宣布在 HD 220074 旁發現一顆長週期，且擁有較大軌道半長軸，軌道離心率偏高的太陽系外行星 HD 220074 b，並且相關論文發表於同年11月。該行星和 HD 208527 b 是最先在紅巨星旁確認的兩顆系外行星之一。
| 成員 (依恆星距離) | 质量           | 半長軸 (AU) | 轨道周期 (天) | 離心率      | 傾角 | 半径 |
| ----------------- | -------------- | ----------- | ------------- | ----------- | ---- | ---- |
| b                 | >11.1 ± 1.8 MJ | 1.6 ± 0.1   | 672.1 ± 3.7   | 0.14 ± 0.05 | —    | —    |